# 山本悠有希
山本 悠有希（やまもと ゆうき、6月18日 - ）は、日本の女性声優。広島県出身。青二プロダクション所属。

## 来歴
総合学園ヒューマンアカデミー広島校卒業。

## 人物
方言は広島弁。
趣味は読書、朗読、落語・講談鑑賞、怪談・ホラー映画鑑賞。特技はスイカの皮むき。
資格・免許は秘書技能検定試験3級、文章読解・作成能力検定4級。

## 出演

### テレビアニメ
2022年
- ONE PIECE（2022年 - 2023年、ブラックマリアの部下、遊女、部下、濡れ女、海賊 他）
- ラブオールプレー（藤原沙織）
- ちびまる子ちゃん（2022年 - 2023年、ネコ②、主婦A）

2023年
- お兄ちゃんはおしまい!（南方りん）
- クレヨンしんちゃん（客D）
- BEYBLADE X（女子）
- 逃走中 グレートミッション（2023年 - 2024年、吸血美女、アナウンサー）

2024年
- 愚かな天使は悪魔と踊る（女生徒2、女子生徒1）
- キン肉マン 完璧超人始祖編（ポール）
- シンカリオン チェンジ ザ ワールド（アオイ）
- ドラゴンボールDAIMA（魔人）
- 歴史に残る悪女になるぞ（女子生徒）

2025年
- 薬屋のひとりごと（妓女、女の子）
- LAZARUS ラザロ（女）
- 青春ブタ野郎はサンタクロースの夢を見ない（吉和樹里）
- ニャイト・オブ・ザ・リビングキャット（女性）

### 劇場アニメ
- 劇場版すとぷり はじまりの物語〜Strawberry School Festival!!!〜（2024年、客D）

### Webアニメ
- スポGOMI まちの絆づくり編（2023年、アナウンサー）

### ゲーム
2023年
- ライザのアトリエ3 〜終わりの錬金術士と秘密の鍵〜
- 城姫クエスト（亥鼻城、湊城）
- BLACK WITCHCRAFT（レぺ）
- ワールドダイスター 夢のステラリウム（小春）

2024年
- 不思議の幻想郷 -FORESIGHT-（矢田寺成美）

2025年
- Link!Like!ラブライブ!（他校の生徒）

### 吹き替え

#### 映画
- ウィキッド ふたりの魔女[27]

#### ドラマ
- ハードボール〜マイキーは転校生〜（謎の少女）

### ナレーション
- 岡山再開発バラエティ 1分間だけお時間ください!
- Jリーグと私

### ボイスオーバー
- アイ・アム・冒険少年
- あなたの代わりに見てきます!リア突WEST
- 今すぐ知りTIME
- 環境クライシス
- 霜降り風磨のワクワクメディア
- スッキリ
- 世界一受けたい授業
- 世界衝撃映像100連発 カメラが見た劇的瞬間
- 世界の何だコレ!?ミステリー
- 世界の果てに、ひろゆき置いてきた
- 世界まる見え!テレビ特捜部
- Z STUDIO SENSORS
- タイチサン!
- 超絶限界〜ソコまで見せる!?大百科〜
- 突然ですが占ってもいいですか?
- ネタパレ
- ブラスト!この夏一番熱いエンタメがここに!ファン&キャストと見どころ徹底解剖SP
- ラヴィット!

### ラジオドラマ
- オフィスの豹（女性社員2）
- 金色のコルダ 大学生編-第1巻-（月森ファンの女性）
- セブンティーンシロップス（女子生徒A）
- それいけ!鯉依奈ちゃん（松田鯉依奈）
- HeavenlyHelly（春香）

### ボイスコミック
- 三姉妹のお仕事（一花）
- 少女マンガのヒーローになりたいのにヒロイン扱いされる俺。（女子生徒）
- Lie:verse Liars（女A）

### オーディオブック
- 謎解きはディナーの後で2

### その他コンテンツ
- タップノベル
  - 残り半分の夢
  - 根本京里のラジオ勉強中（ゲスト）
- Youtube
  - GO!GO!ベビテクター（しょう）
  - 乃木坂配信中 あなたの夢叶えます!（ナレーション）
  - ひろゆきの元カレ元カノ相談室 by LOVE TRANSIT（ナレーション）